# Autostrada A86 (Niemcy)
Autostrada A86 (niem. Bundesautobahn 86 (BAB 86) także Autobahn 86 (A86)) – autostrada w Niemczech, która miała przebiegać z Breisach am Rhein przez Fryburg Bryzgowijski, Titisee, Donaueschingen, Tuttlingen, Riedlingen, Ulm do Langenau.
Plany budowy autostrady porzucono w 1975 roku.
Pomiędzy Donaueschingen a węzłem Bad Dürrheim na A81 powstał fragment, który obecnie oznakowany jest jako A864.